# Manufacture de Beauvais
Pour les articles homonymes, voir Beauvais.
La manufacture de tapisserie de Beauvais est une manufacture royale fondée en 1664 par Colbert, à Beauvais, dont la qualité de la production de basse-lisse était équivalente à la production de la manufacture des Gobelins. Elle est toujours en activité et située à Paris et à Beauvais.
Son nom officiel est « Manufacture nationale de Beauvais ». Depuis 2025 elle est incluse dans l'établissement public Manufactures nationales - Sèvres & Mobilier nationalavec notamment le Mobilier national et les autres manufactures textiles : la manufacture des Gobelins (ateliers situés à Paris) et la manufacture de la Savonnerie (ateliers situés à Paris et Lodève).

## Histoire

### Fondation
La Manufacture royale de tapisserie de Beauvais est créée en 1664 par Jean-Baptiste Colbert pour concurrencer les manufactures de tapisseries des Flandres afin de répondre aux exigences de sa politique mercantiliste et réduire les importations en réalisant des tapisseries de basse-lisse sur des métiers à tisser horizontaux. Contrairement à la manufacture des Gobelins dont la production était essentiellement destinée au roi, la manufacture de Beauvais, fut à l'origine une entreprise orientée vers le marché privé. Elle est d’abord confiée à Louis Hinart, marchand, maître tapissier et entrepreneur, puis en 1678, à son fils Jean-Baptiste Hinart. En 1688, celui-ci criblé de dettes, dut se retirer. La production se limite alors à des sujets simples comme les verdures. Philippe Béhagle, marchand-tapissier du roi, originaire des Flandres et formé aux Gobelins, prit sa succession. À sa mort en 1705, les difficultés de la manufacture s’accroissent. La manufacture continue d'être gérée par la famille Béhagle (sa veuve et son fils) jusqu'en 1711, les Danse (avec Gabriel Danse), puis les frères Pierre et Étienne Filleul prennent la suite jusqu'en 1722, avant que Noël-Antoine de Mérou en assure la direction jusqu'en 1733, date à laquelle il est démis de ses fonctions pour avoir falsifié les comptes.
Depuis Béhagle, la manufacture fait appel à des artistes reconnus pour fournir des cartons, comme Jean-Baptiste Monnoyer ou Jacques Duplessis, dont le travail laisse à désirer et qui est remplacé par Jean-Baptiste Oudry en 1726. C'est à ce dernier que la direction est confiée, selon la volonté de l'intendant des finances Louis Fagon, après que Mérou est remercié. La contribution d'Oudry, jusqu'à sa mort en 1755, correspond à la période la plus remarquable de l'histoire de la manufacture.

### Apogée de la manufacture auXVIIIesiècle

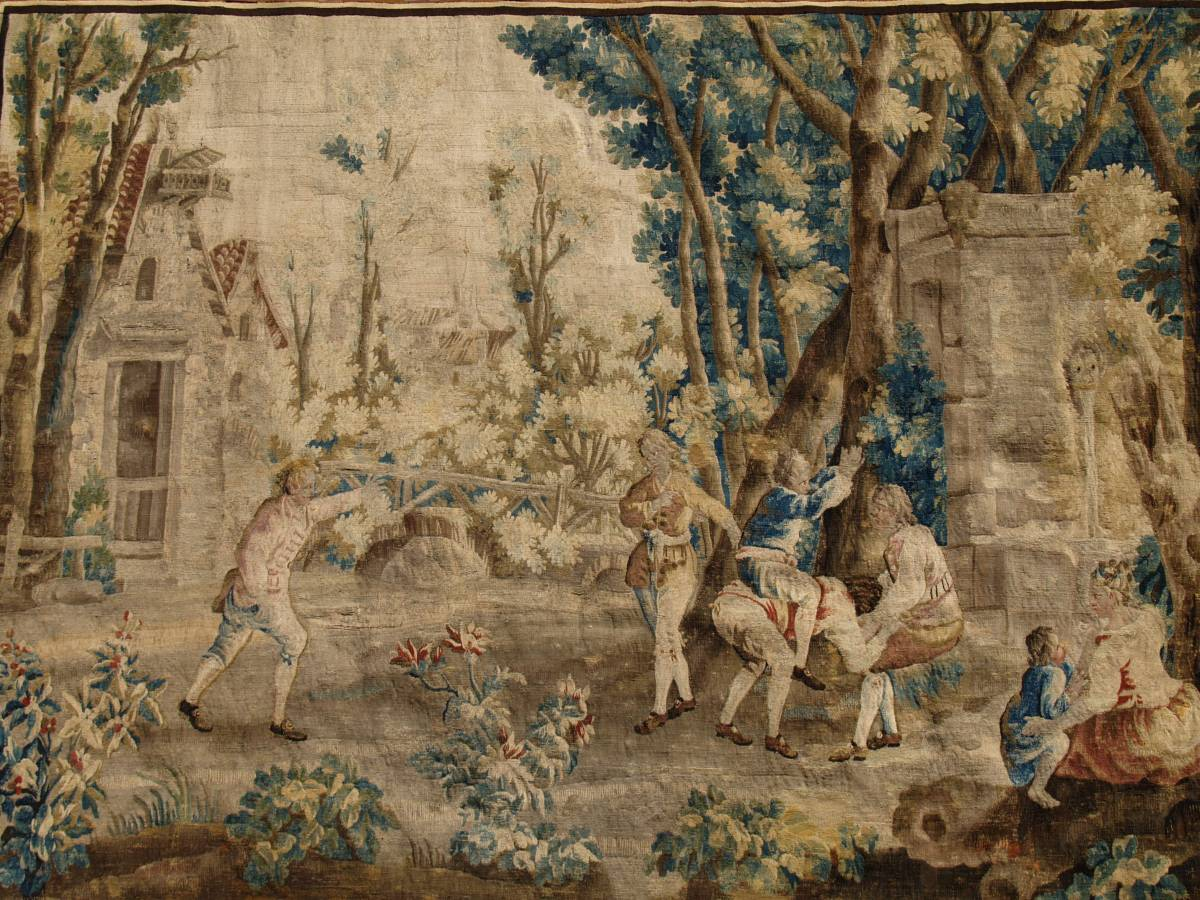
Jean-Baptiste Oudry : Les Amusements champêtres. Le cheval fondu, faisant partie d'un ensemble de huit pièces dont les premiers cartons furent dessinés entre 1720 et 1730. Rencontrant un large succès, la tenture fut rééditée en de nombreuses séries, notamment à Aubusson par Jean-Baptiste Huet.

Sous la direction artistique de Jean-Baptiste Oudry, Beauvais s'appuya sur un réseau international de magasins d'exposition implantés à Paris, Leipzig ou Ratisbonne par les précédents directeurs pour développer ses exportations à l’Europe entière, créant d'immenses tentures relatant par exemple l'histoire de Don Quichotte. La collaboration entre les peintres Oudry et François Boucher contribua pour une large part à cette réussite. À cette époque furent réalisées d'importantes productions de tapisseries pour sièges assorties aux motifs des tentures créant ainsi des ensembles décoratifs très homogènes. Malgré son succès auprès de la clientèle privée, la manufacture de Beauvais dut son maintien aux commandes annuelles du garde-meuble royal.
Les tissages de Beauvais étaient d'une qualité exceptionnelle, comparable à ceux des Gobelins. La manufacture était particulièrement renommée pour les garnitures de sièges.

### La manufacture au XIXe siècle

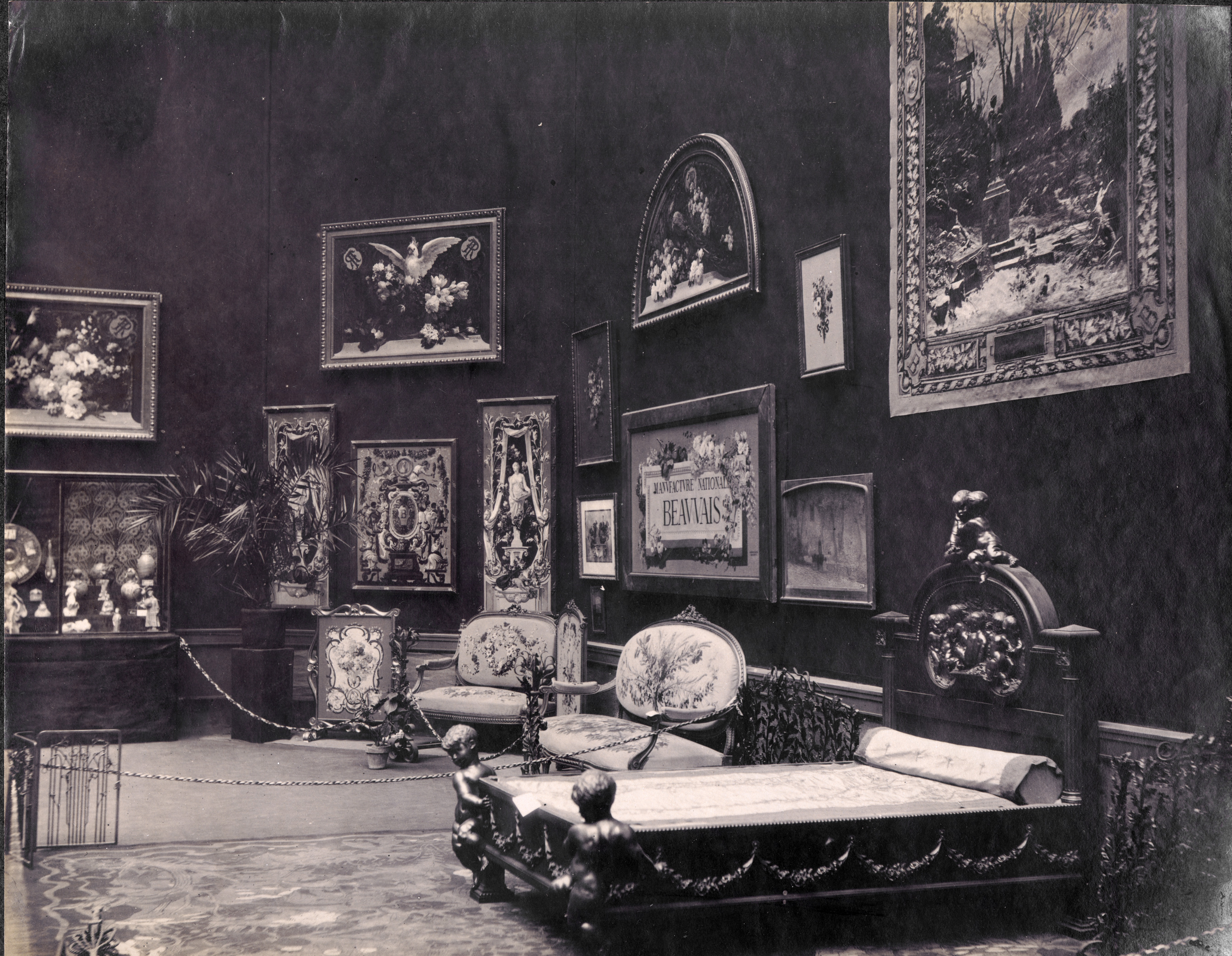
Section française du palais des beaux-arts de l'exposition universelle de 1904, incluant des œuvres de la manufacture de Beauvais.

La manufacture employait à la Révolution française plusieurs centaines d’ouvriers et le 8 octobre 1804, Napoléon Bonaparte décida d'en faire une manufacture d'État.
En 1851, Eugène Viollet le Duc réalisa des cartons à la gouache pour des ornements sacerdotaux, alors que Desportes, Oudry, Le Prince servirent encore de modèles pour des écrans, des paravents etc. Quelques panneaux décoratifs furent réalisés : Les Oiseaux d'après Cesbron, Le Jardin du Luxembourg d'après Quost en 1902.
C’est l’activité de création de tapisseries de sièges qui l’emportait à cette époque, et chaque génération apporta sa touche dans l’ameublement et la décoration (Saint-Ange sous la Restauration, Starke sous la monarchie de Juillet).

### Le renouveau de l'entre-deux-guerres
Les années 1920-1930 sonnent le renouveau de la manufacture, sous l'impulsion de son directeur, Jean Ajalbert, académicien Goncourt, qui fit préparer de nouveaux cartons à partir d’œuvres de grands peintres de son temps, notamment Raoul Dufy. 
La manufacture, rattachée au Mobilier national en 1935, prit alors une part active au renouveau de la tapisserie qui caractérise le XXe siècle (Le Corbusier, Henri Matisse, Pablo Picasso) et se poursuit aujourd’hui avec la contribution d’artistes contemporains (Raymond Hains, Jean-Michel Othoniel, Eduardo Chillida, Roberto Matta, Pierre Buraglio, David Tremlett, Vincent Bioulès, Paul-Armand Gette, Martine Aballéa, Louise Bourgeois…).

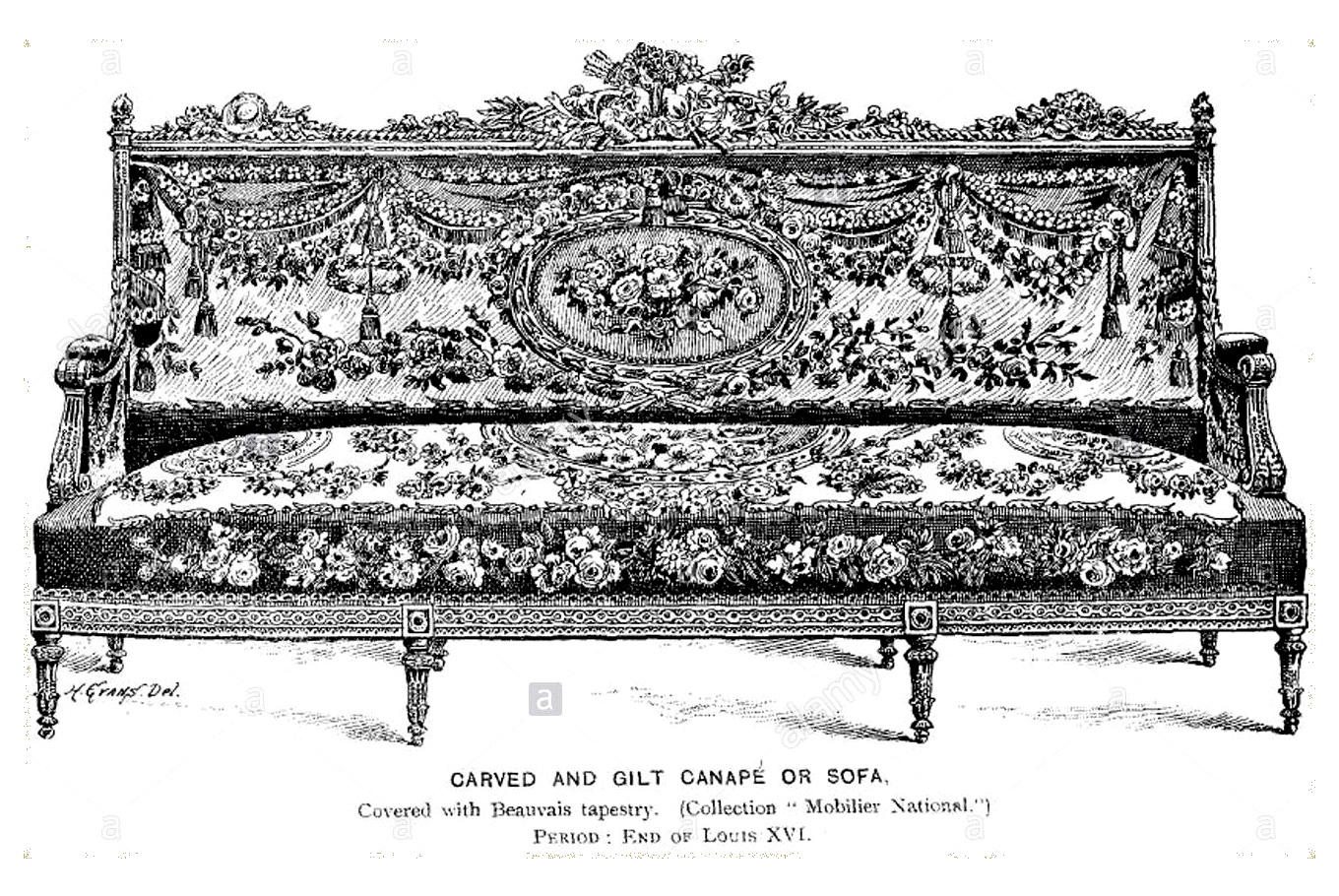
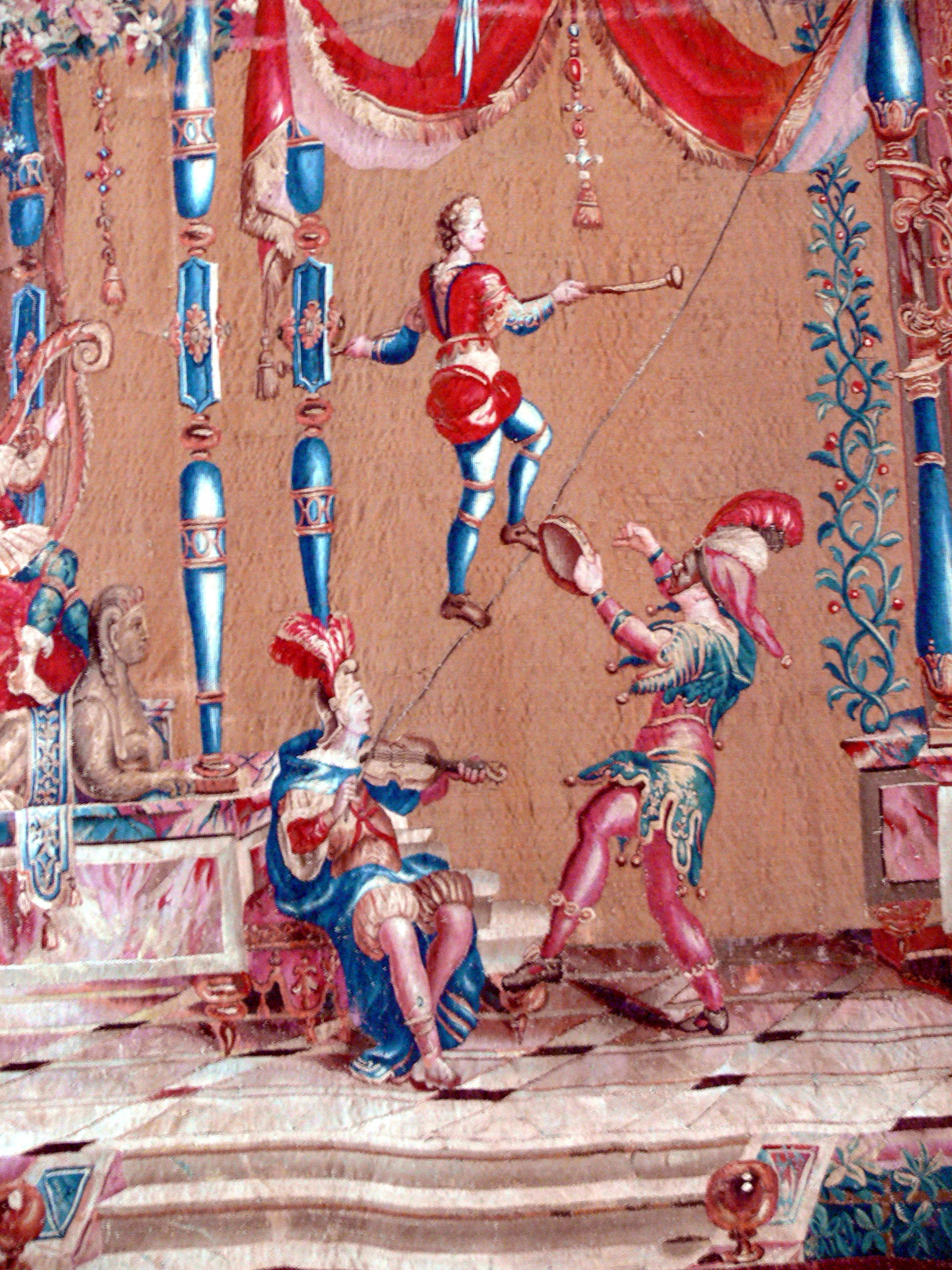
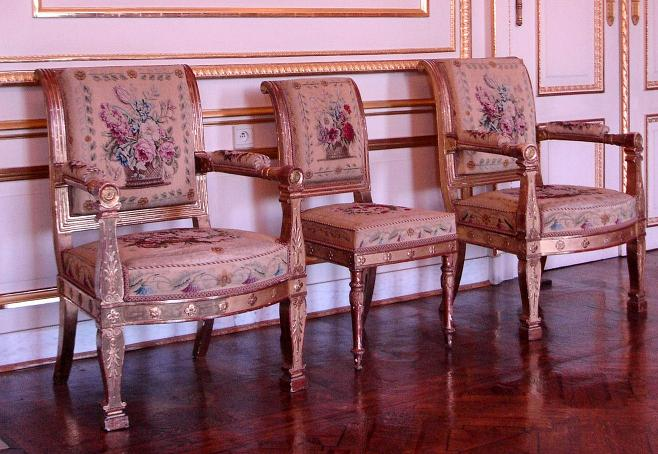
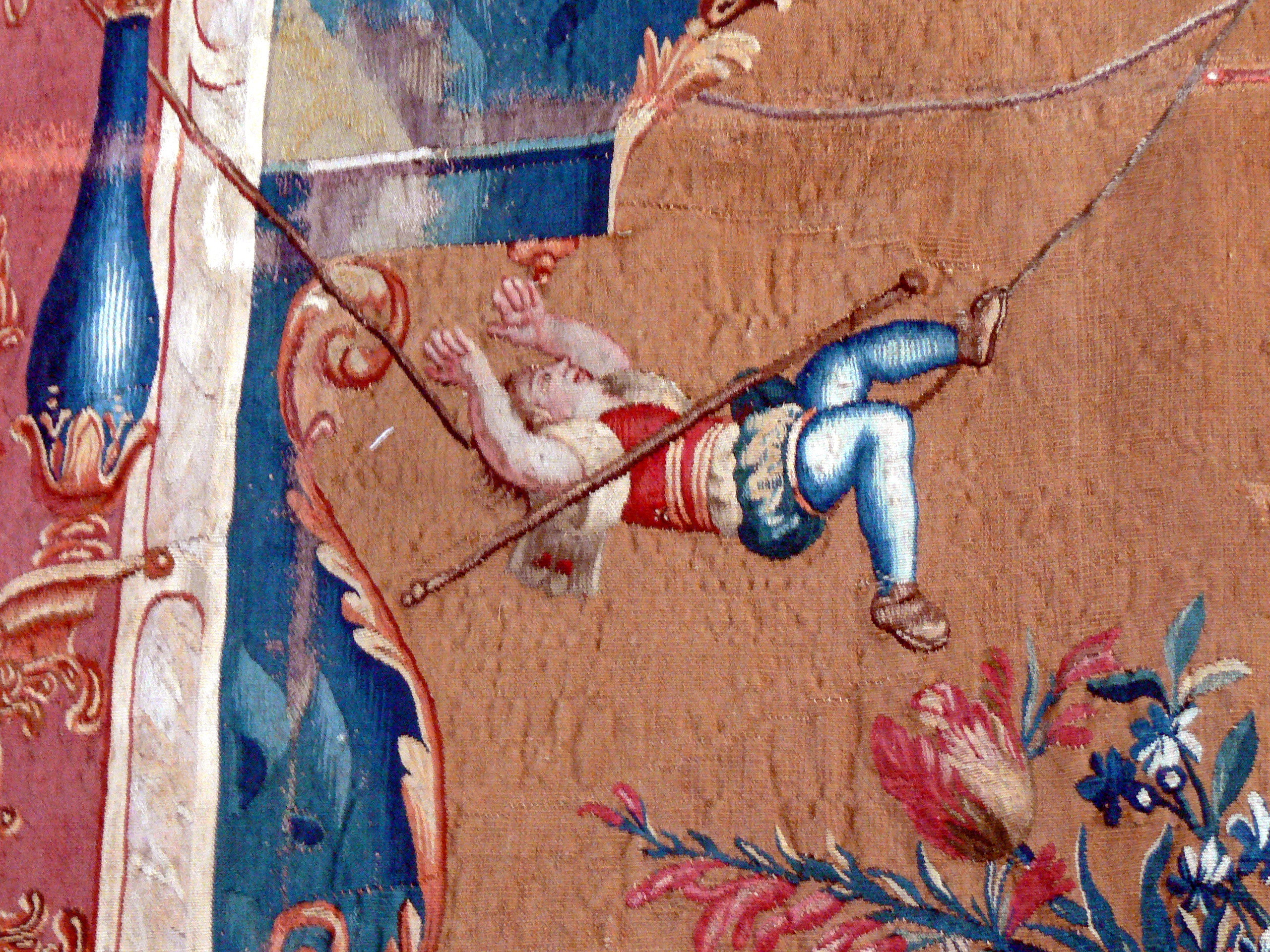
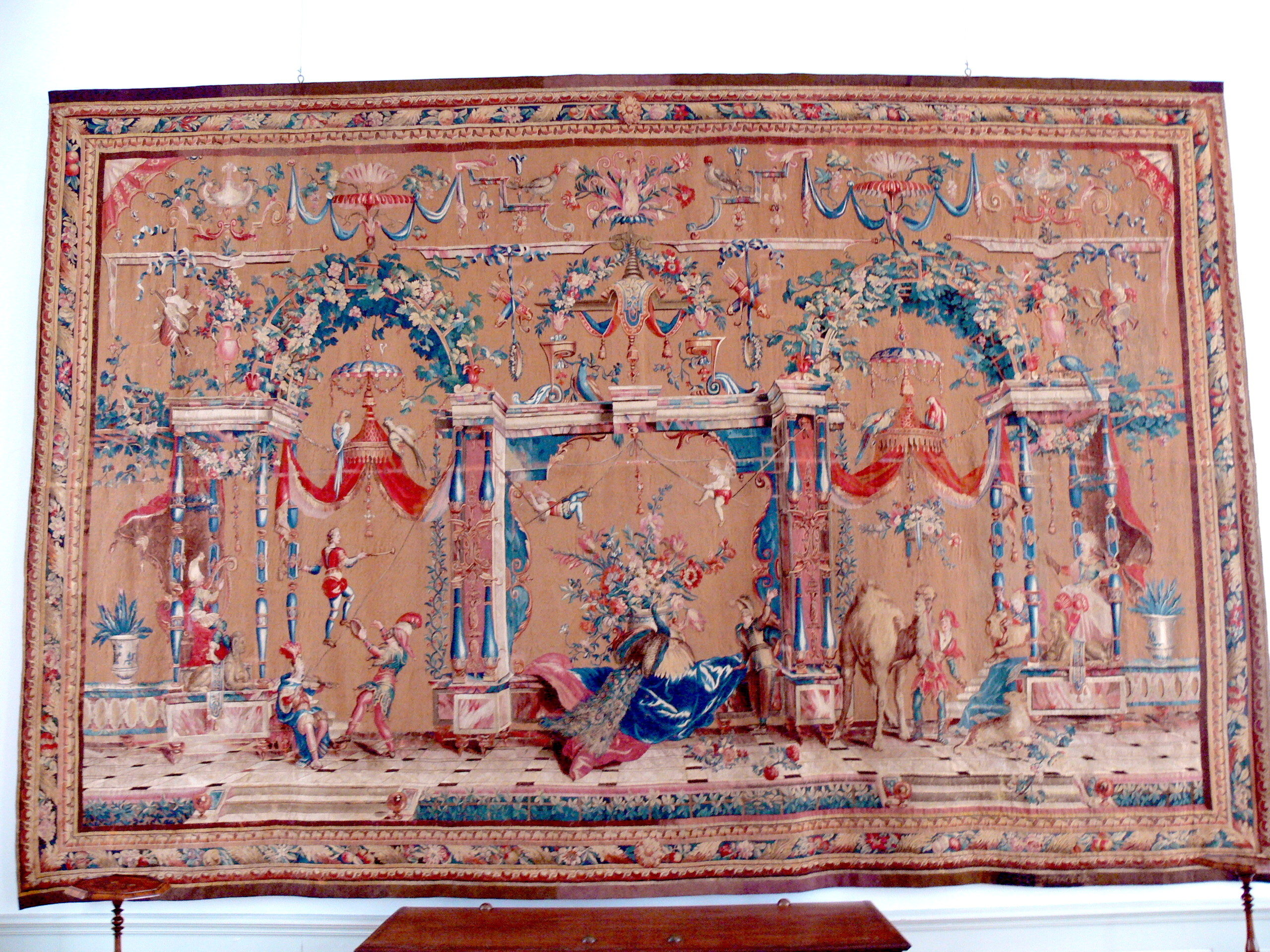
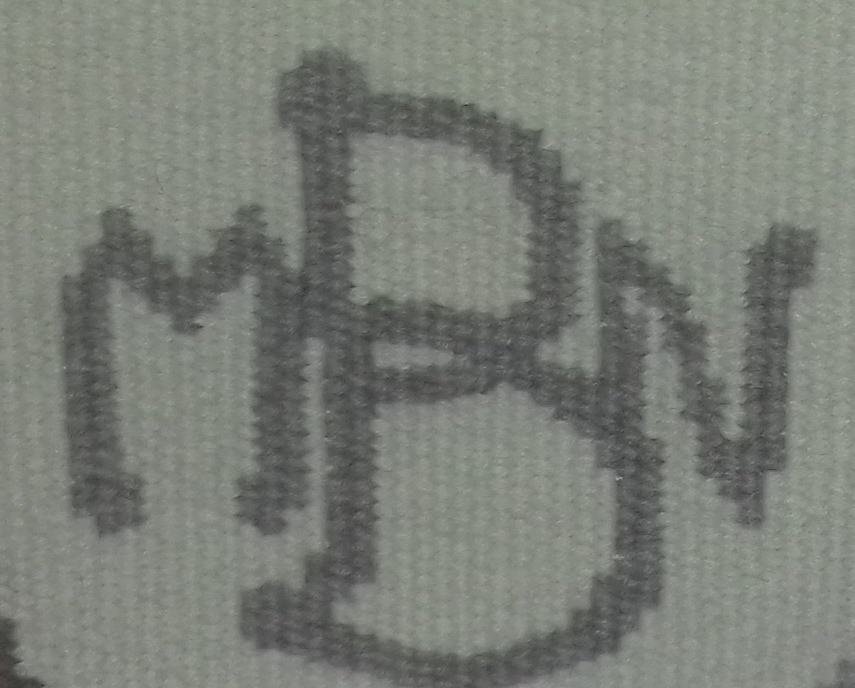

### L'épreuve de la Seconde Guerre mondiale
Dès le début de la Seconde Guerre mondiale, en août 1939, les ateliers de la manufacture quittent Beauvais sont transférée à Paris sur le site de la Manufacture des Gobelins. Ainsi mis à l'abri, ils échappent aux bombardements de juin 1940 qui détruisent la ville et les bâtiments de la Manufacture.

### Le retour de la manufacture à Beauvais
Après 50 ans d'absence, les ateliers de basse-lisse reviennent à Beauvais dans les anciens abattoirs municipaux édifiés en 1851. Inaugurée le 27 janvier 1989, la manufacture nationale de la tapisserie accueille aujourd’hui une vingtaine de lissiers. Les œuvres sont tissées à partir de modèles commandés à des artistes contemporains pour orner les ministères, les ambassades et les résidences présidentielles.
La manufacture de Beauvais est aujourd'hui rattachée à l'administration générale du Mobilier national et des manufactures nationales de tapisseries, qui dépend du ministère de la culture (Délégation aux Arts plastiques).
Dix métiers seulement ont regagné la ville de Beauvais, tandis que douze métiers sont toujours installés sur le site de Paris. Par tradition, l’atelier parisien a gardé le nom du lieu où la manufacture a vu le jour en 1664.

### De la Galerie nationale de la tapisserie au «Quadrilatère»
Édifiée à l’initiative d’André Malraux, près de la cathédrale de Beauvais, sur les plans de l'architecte André Hermant, la galerie est assise sur les contreforts des remparts gallo-romains.
Ouverte en 1976, la Galerie nationale de la tapisserie présente des expositions permanentes et temporaires de tapisseries tissées dans les manufactures nationales, du Moyen Âge à nos jours, ainsi que du mobilier et des textiles appartenant aux collections du Mobilier National. Elle rend hommage à la célèbre Manufacture royale de tapisserie que fut Beauvais autrefois. Elle abrite et sert de présentation aux collections du Mobilier national.
Devenue la propriété de la ville de Beauvais, l'ancienne Galerie nationale de la tapisserie est devenue « Le Quadrilatère » en 2016. Accueillant à la fois des expositions temporaires et le futur centre d'interprétation de l'architecture et du patrimoine, le projet du lieu est d'articuler dans un ensemble cohérent patrimoine et création contemporaine.

## Technique
La Manufacture de Beauvais abandonne la pratique de la haute-lisse pour n’utiliser que la seule technique de la basse-lisse dès le premier tiers du XVIIIe siècle.
La basse-lisse se caractérise par l'utilisation d'un métier horizontal. Tous les fils de chaîne sont embarrés dans une série de lisses paires et impaires qui s'entrecroisent au moyen de pédales. Le lissier tisse à l'envers en suivant le dessin du modèle transcrit sur un papier blanc placé sous la chaîne du métier. Les fils non encore tissés se présentent enroulés autour de flutes.

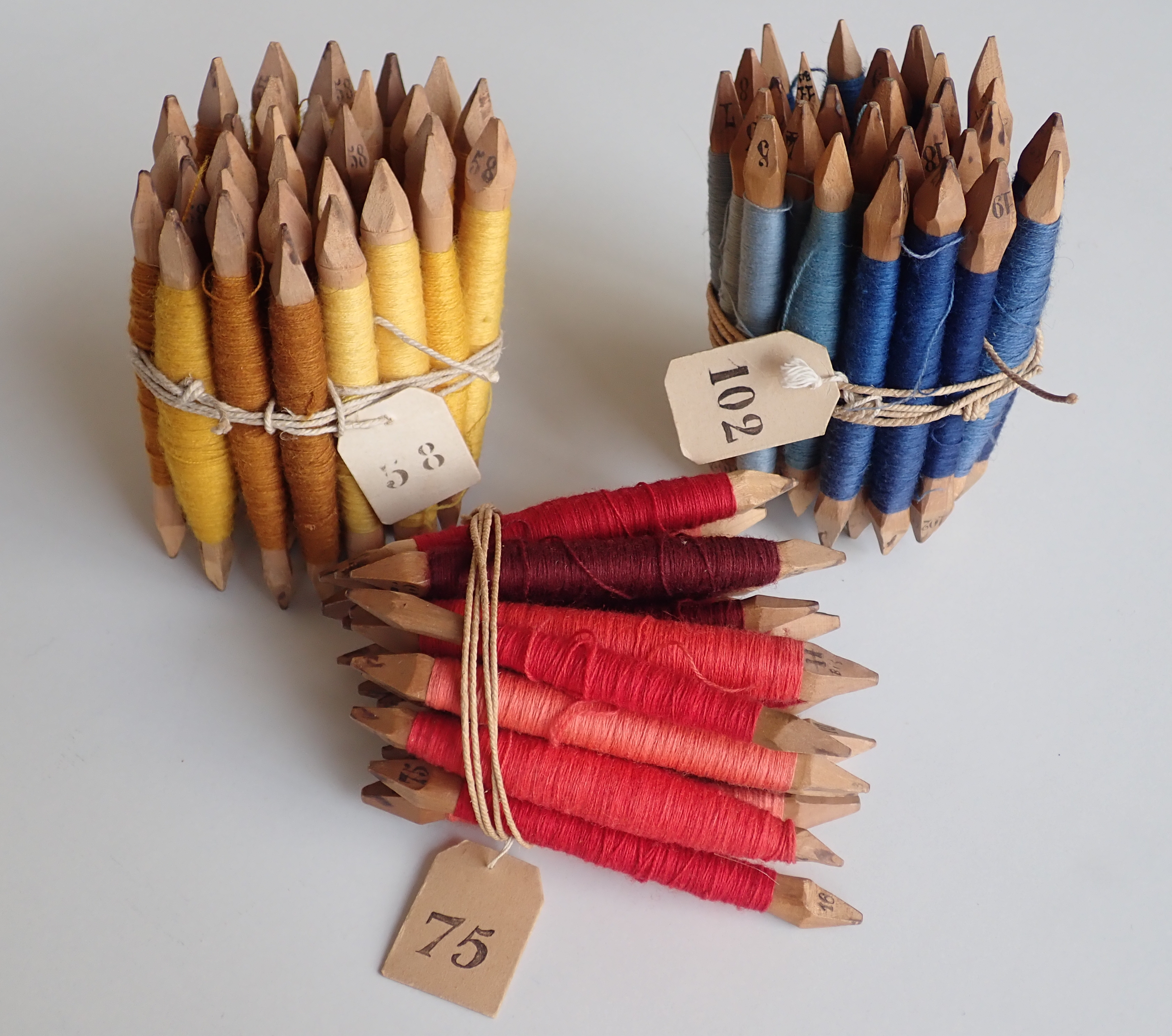
Flutes utilisées pour le tissage à la manufacture de Beauvais
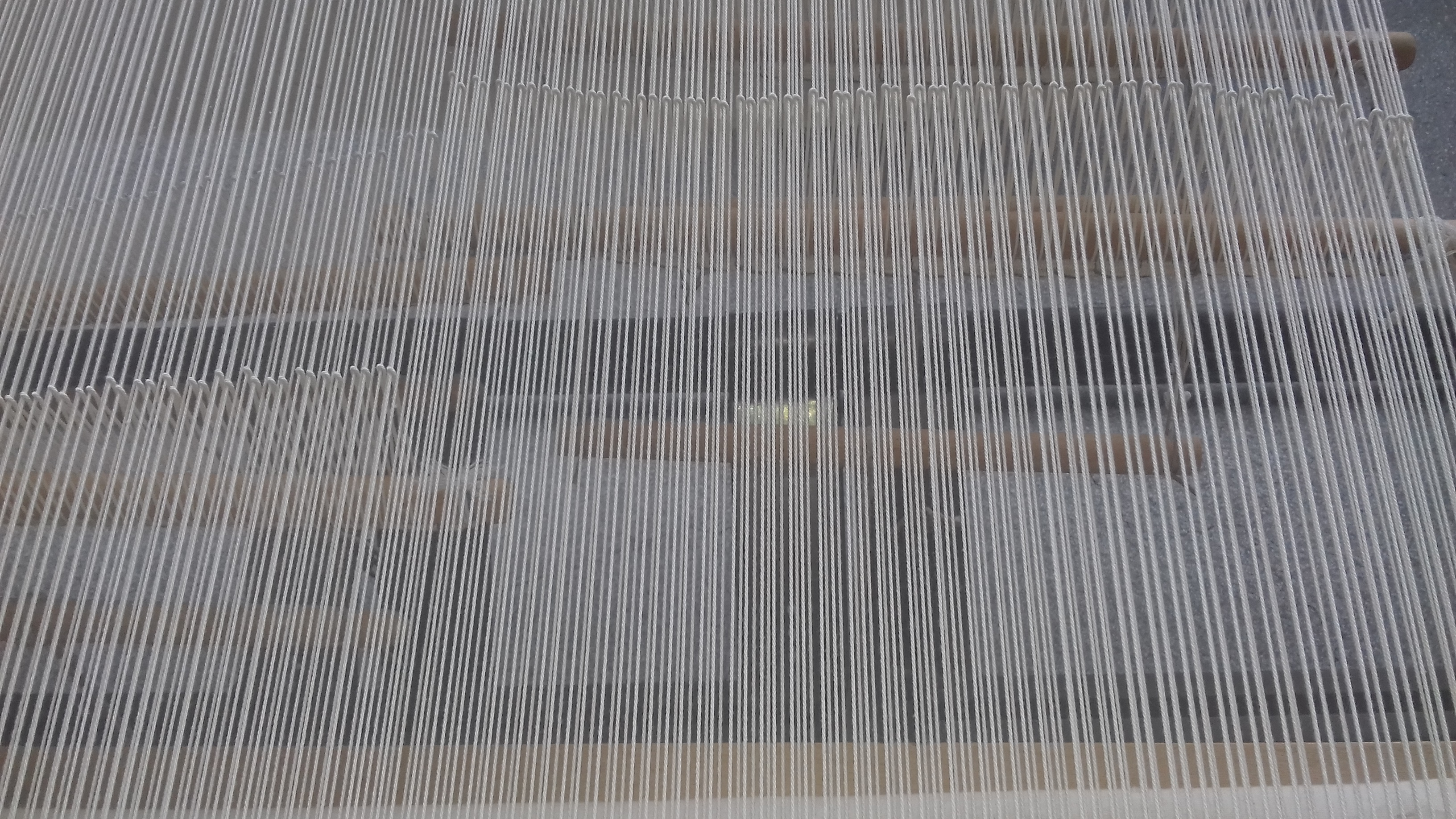
Les fils de chaîne sur un métier à l'horizontale

## Liste des dirigeants
- 1664-1678 : Louis Hinart
- 1678-1684 : Jean-Baptiste Hinart
- 1684-1705 : Philippe Béhagle
- 1709- : Gabriel Danse
- -1722 : Pierre et Étienne Filleul
- 1722-1733 : Noël-Antoine de Mérou
- Nicolas Besnier[6]

- Jean-Baptiste Huet, administrateur  (Almanach impérial 1812,  ; 1816,  )
- Dourches, administrateur (Almanach royal 1829  )
- Antoine Jean Baptiste Michel Grau de Saint-Vincent, administrateur (Almanach royal 1841   ; 1847  )
- 1848-1850 : Pierre-Adolphe Badin (1805-1876), peintre, administrateur des manufactures des Gobelins et de Beauvais
- 1860-1870 : Pierre-Adolphe Badin, de nouveau administrateur des manufactures des Gobelins et de Beauvais,
- 1871-1913 : puis son fils, Jules Badin (1843-1919), lui a succédé à la manufacture de Beauvais (Almanach impérial 1868,  )
- 1913 ?-1917 ? : Gilbert Peycelon
- 1913?-1935? : Jean Ajalbert
- Puis voir les dirigeants du Mobilier national et des manufactures des Gobelins, de Beauvais, de la Savonnerie